# Vuelta a Castilla y León 2007
Die 22. Vuelta a Castilla y León fand vom 26. bis 30. März 2007 statt. Das Radrennen wurde in fünf Etappen über eine Distanz von 631 Kilometern ausgetragen.

## Etappen
| Etappe    | Tag      | Start – Ziel                     | km       | Etappensieger          | Führender        |
| --------- | -------- | -------------------------------- | -------- | ---------------------- | ---------------- |
| 1. Etappe | 26. März | Zamora – Zamora                  | 10 (EZF) | Wladimir Karpez        | Wladimir Karpez  |
| 2. Etappe | 27. März | Zamora – Salamanca               | 157      | Francisco José Ventoso | Wladimir Karpez  |
| 3. Etappe | 28. März | Salamanca – Valladolid           | 147,6    | Francisco José Ventoso | Wladimir Karpez  |
| 4. Etappe | 29. März | Valladolid – Alto De Navacerrada | 154,4    | Alberto Contador       | Alberto Contador |
| 5. Etappe | 30. März | El Burgo De Osma – Soria         | 162      | Francisco José Ventoso | Alberto Contador |